# Antena Zadar
Antena Zadar je medijska kuća, nakladnik televizije, radija i portala, u vlasništvu medijske grupacije Antenna Media Group iz Zadra.

## Raspored programa
Radni dan od 7 do 11; Jutro na Anteni uz Jakova Mađarića - Svako jutro od 7 do 11 s vama je Jakov. Zanimljivosti, provale, informacije, smijeh, zabava i najcrnji humor na za vaše buđenje i put do posla.
Radni dan od 11 do 15; Radni dan na Anteni uz Miu Zaru - Dok ti odradiš marendu – Mia je tu! Svakog radnog dana od 11 do 15. Bez obzira jesi li danas dobro raspoložen ili ti je na poslu drama, jesi ulovio zeleni val u Starčevićevoj ili je danas svako crveno tvoje – mi smo zaduženi da ti čaša svaki dan bude "na pola puna, a ne prazna"!
Radni dan od 15 do 19; Do kraja dana uz Roka - U održavanju dobrog raspoloženja u popodnevnim satima pomažu mu samo dobra glazba, zabavne priče iz svakodnevnog života i informacije o tome što se događa po gradu i okolici.
Radni dan od 19 do 7; Najbolja glazba za Zadar i okolicu - U večernjim, noćnim i ranim jutarnjim satima činimo ono što znamo najbolje - zabavljamo vas i opuštamo nakon napornog dana kako bi zaboravili na sav stres i loše stvari te uz najbolju glazbu utonuli u večer i noć.
Svaki dan u programu Antene Zadar, u večernjim satima, očekuju vas ekskluzivni EDM radio programi; ponedjeljkom Sugar Radio Show, utorkom Identity, srijedom Club Life, četvrtkom A State Of Trance, petkom Spinnin Sessions, subotom Martin Garrix Show, Ultra Music Festival Radio, In The Mood, te nedjeljom Spectrum Radio, David Guetta Playlist i Bob Sinclair Show.

## Emisije
- Vijesti antene Zadar (trajanje 3 minute) – informativna emisija u formi kratkih vijesti do 3 minute o aktualnim događanjima iz hrvatske i svijeta. Sadržaj emisije temelji se isključivo na vlastitoj proizvodnji informativnog programa, odnosno na agencijskim vijestima koje proizvodimo u suradnji s agencijskim kućama s kojima surađujemo dugi niz godina.
- Ritam grada (trajanje 20 minuta) – informativna emisija realizirana kako u studiju tako i javljanjem s terena. Gostovanja i tel. razgovori sa slušateljstvom i odgovornim osobama o aktualnim temama važnima za život grada po pitanju gospodarstva, kulture, sporta, politike i sl. Emisija će za tendenciju rasta relativnosti pokušati redovito ugostiti aktere recentnih događanja, ali i aktere nadolazećih događaja u formi ekskluzivnih najava i predstavljanja.
- Ritam grada - vikend izdanje (trajanje 20 minuta) – emisija o kulturi u kojoj obavještavamo slušateljstvo o kulturnim događanjima za vikend pred nama, uz tel. intervjue i gostovanja.
- Antena danas (trajanje 20 minuta) – informativna emisija – pregled svih, prvenstveno lokalnih, aktualnih događanja koje smo kroz dan imali prilike čuti u informativnim prilozima.
- Jutarnja kronika (trajanje 10 minuta) - informativna emisija s pregledom svih najvažnijih jutarnjih vijesti.
- Aktualac (trajanje 40 minuta) - radnim danom obrađujemo najaktualnije i najsvježije teme grada i okolice, ali i nacionalnih događanja u z najrelevantnije goste i suradnike. Svojevrstan istraživački magazin koji se ne boji obratiti baš sve teme od javnog značaja, interesa javnosti i njenog prava da dobije točnu i punu informaciju.
- Etnix (trajanje 20 minuta) – informativna emisija koja će nas upoznati s nacionalnim manjinama s područja zadra i okolnih općina, njihovim radom, životom, željama i zanimljivostima. Emisija će doprinijeti stvaranju međukulturnog dijaloga i osvješćivanju javnosti o postojanju drugih kultura i njihovih običaja, potičući međusobno uvažavanje i suživot na našim prostorima.
- Mali sabor (trajanje 20 minuta) – emisija za djecu u kojoj razgovaramo s uspješnim osnovnoškolcima i klincima, te objavljujemo ankete što mali znaju o velikim problemima.
- Antena sport (trajanje 20 minuta) – informativna emisija u kojoj će gostovati sportski klubovi grada zadra i okolnih općina, te upoznavati slušateljstvo sa svojim radom.
- Zvjezdanih 30 (trajanje 120 minuta) - svaki tjedan u dvije emisije po 60 minuta jedna poznata ličnost s estrade bira svoju glazbenu listu - 60 minuta domaće glazbe i 60 minuta strane glazbe.
- Vikend top 15 (trajanje 60 minuta) - donosi vam najbolje s vrha glazbenih ljestvica u europi i sad-u u formi 60 minutne emisije.

## Novinari i urednici
- Željka Čačko
- Silvija Romić
- Marina Vuka
- Valentino Matešić
- Augustin Pavić
- Josip Keser

## Produkcija i društvene mreže
- Matija Lipar

## Vanjski suradnici
- Mihael Ilić

## Uredništvo
- Glavni urednik: Franko Pavić
- Urednica portala: Željka Čačko

## Uprava
- Predsjednik Uprave: Franko Pavić